# Harira
La harira (en árabe, حريرة) es una sopa tradicional del Magreb (principalmente Marruecos y Argelia) elaborada a base de carne, tomates y legumbres. 
Aunque se consume durante todo el año, su alto poder nutritivo la hace especialmente apreciada para el iftar o ruptura del ayuno durante el mes de ramadán, cuando suele acompañarse con dátiles, higos y shebbakiyya (en árabe, شباكية, nombre también transcrito como chebbakía).
Dependiendo de la zona también puede servirse con limón exprimido.